# St. Paulus (Nowy Bytom)

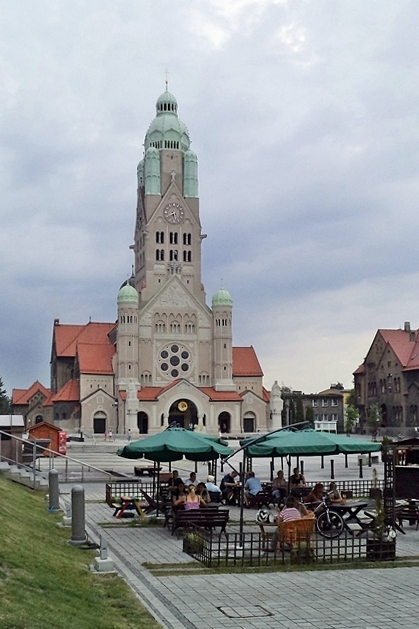
Die Pauluskirche mit Pfarrhaus (rechts)

St. Paulus (polnisch Kościół Świętego Pawła) ist die römisch-katholische Pfarrkirche des Rudaer Stadtteils Nowy Bytom (Friedenshütte) in Polen. Sie wurde nach einem Entwurf des Architekten Johannes Franziskus Klomp 1911–1912 im neoromanischen Stil errichtet.

## Lage
Die Kirche liegt am Plac Jana Pawła II, dem zentralen Platz des Stadtteils, der wegen des hier 1929 erbauten Rathauses auch das Zentrum der Stadt Ruda Śląska darstellt.

## Geschichte

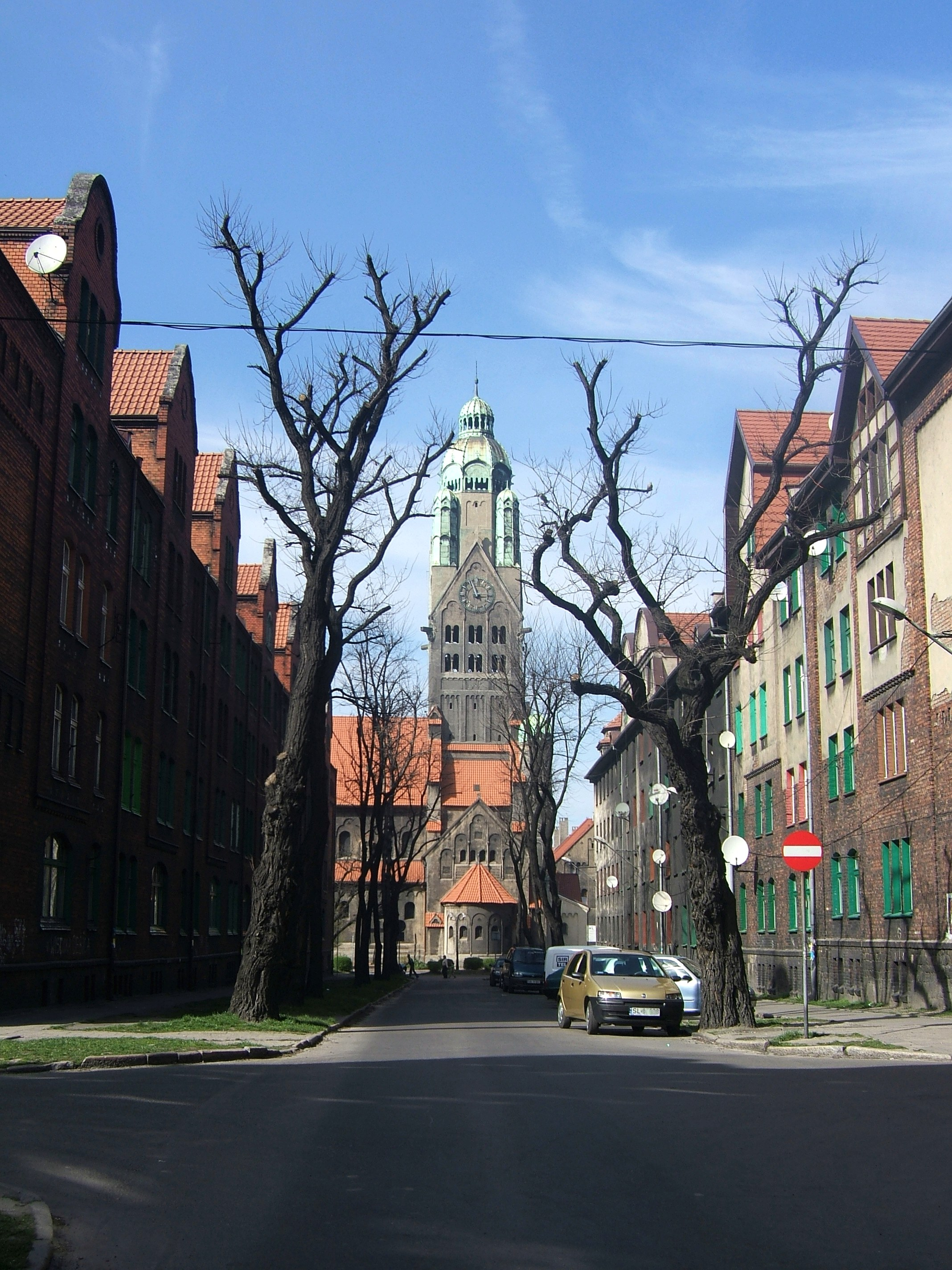
Sichtachse des Turmes

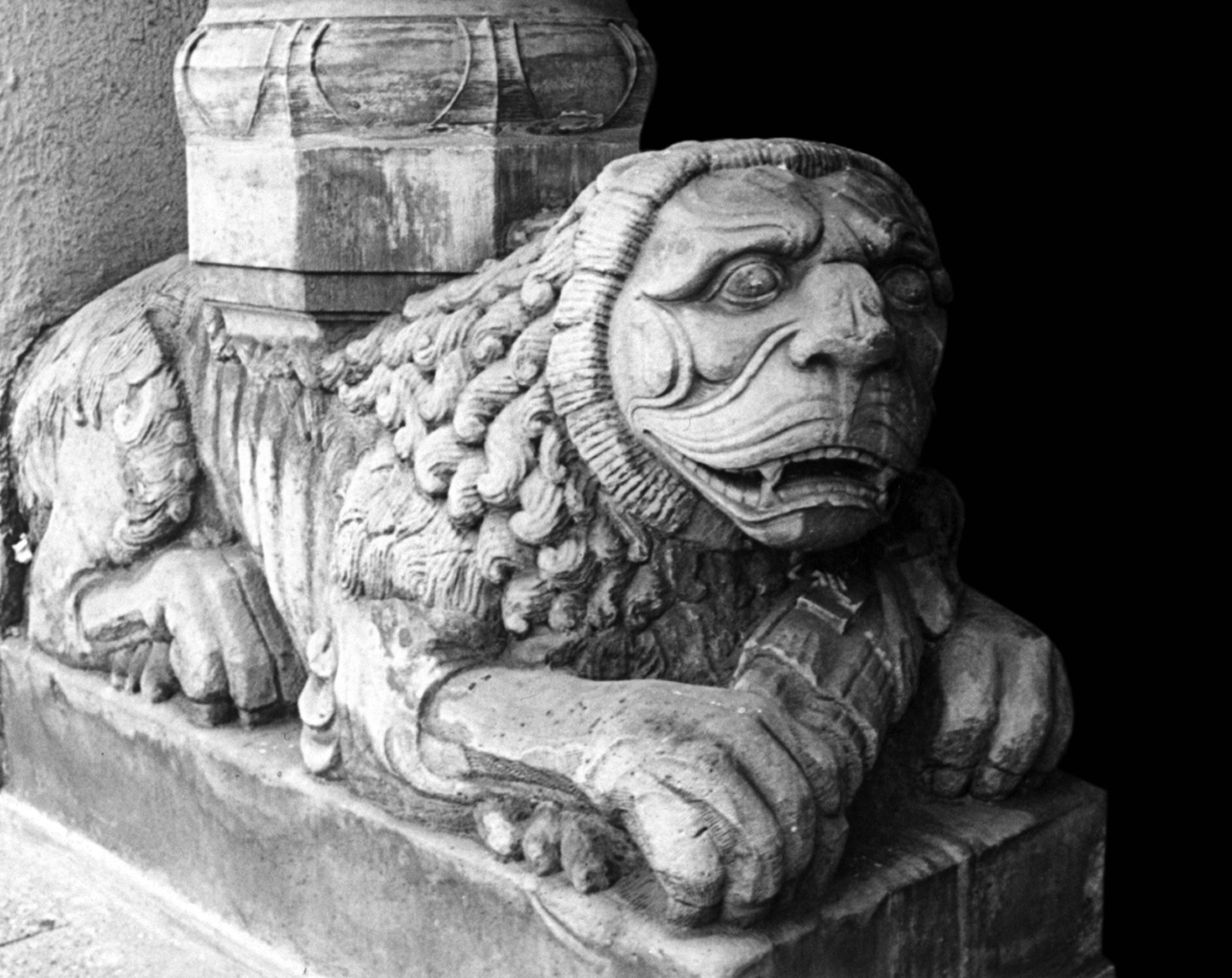
Löwensockel

Im Zuge der Industrialisierung entwickelte sich der Ostteil Oberschlesiens zu einem zusammenhängenden Industrierevier der Montanindustrie. Im Einzugsbereich der Industriebetriebe entstanden zahlreiche Arbeitersiedlungen, wie um das Steinkohlebergwerk Gottessegen und das Eisenwerk Friedenshütte die gleichnamige Siedlung Friedenshütte. Dem rasanten Anstieg der Bevölkerung konnte der Bau gesellschaftlicher Einrichtungen, wie Kirchenbauten, kaum nachkommen.
Im Jahre 1903 zählte die Gemeinde Friedenshütte bereits mehr als 10.000 Katholiken, ohne dass es vor Ort eine eigene Kirche gab. Aus diesem Grund wurde 1905 
der Katholische Kirchbausammelverein Friedenshütte gegründet. Auch wenn große Spendeneinnahmen erzielt werden konnten und das Bauvorhaben von den Konzernen der Friedenshütte und der Gräflich Schaffgotschen Werke mitfinanziert wurde, waren die Mittel begrenzt. Nicht zuletzt da der Architekt Johannes Franziskus Klomp auf jegliche Honorare verzichtete und die Bauaufsicht selbst ausführte, konnte aber eine monumentale Kirche erbaut werden, die  bei 1000 Sitzplätzen 4000 Gläubige fasste.
Klomp hatte aufgrund zahlreicher Aufträge in der Region neben seinem Dortmunder Büro eine Filiale im nahegelegenen Kattowitz eröffnet.
Nach der Grundsteinlegung am 2. Mai 1911, konnte unter großer Beteiligung der Bevölkerung nach nur einjähriger Bauzeit am 15. August 1912 die Weihe durch den Breslauer Weihbischof Karl Augustin vorgenommen werden. Nach der Fertigstellung der Kirche wurde der Bau des Pfarrhauses in Angriff genommen und 1913 ebenfalls nach Plänen Klomps fertiggestellt.
Nachdem Ostoberschlesien 1922 Polen zugesprochen worden war, wurde 1925 die Pfarrei Nowy Bytom gegründet.

## Architektur
Der Entwurf nutzte die Chance, der weitverzweigten Industriesiedlung Friedenshütte ein städtebauliches Zentrum zu geben. Westlich der wichtigsten Siedlungsstraße, der Morgenrothstraße (heute ul. Niedurnego) wurde ein weitläufiger Marktplatz angelegt, dessen westlichen Abschluss die Kirche bildete. Durch die ausladende Gestalt der Baukörper und die weitläufige Treppenanlage, die von monumentalen Sitzbildern der Heiligen Florian und Barbara flankiert wird, wurde der Neubau auf dem nahezu unbebauten Platz verankert.
Die Kirche ist eine dreischiffige Basilika auf kreuzförmigem Grundriss mit Frontturm. Sie misst 68 Meter in der Länge, und 32 Meter Breite im Querhaus. Über eine Vorhalle im Turm wird das dreijochige Langhaus betreten, darauf folgt das kurze Querhaus und der Chor, der in einer Apsis und einem Chorumgang ausläuft. Das Hauptschiff ist auf Kosten der nur 3,5 Meter breiten Seitenschiffe stark verbreitert, die in Nebenchören enden. Durch das 30 Meter breite Hauptschiff erhält der basilikale Kirchenraum eine offene Weite, die Reformbestrebungen im Kirchenbau aufgreift. An die klare Grundform fügen sich verschiedene Anbauten an, die die Gesamterscheinung zergliedert und vielgestalt erscheinen lassen. Den Turm flankieren zwei Treppentürme und zwei Apsiden. Auch das Querschiff läuft in Apsiden aus, während aus dem Chorrund die Sakristei und eine Beichtkapelle als Baukörper heraustreten.
Die Einwölbung wurde in Eisenbeton ausgeführt. Nach Entwürfen Klomps fertigte der Bildhauer Matthias Beule die zum Teil erhaltene Innenausstattung und die Bauplastik. Er schuf auch die Putzreliefs, die das Äußere beleben.
Aufgrund der monumentalen Erscheinung und der reichen Ausgestaltung gilt St. Paulus als eine der bedeutendsten Bauten der Neoromanik in Schlesien. Klomp gelang es, auf undogmatische Weise aus romanischen und byzantinischen Stilelementen zu schöpfen und dadurch ein unverkennbares neues Ganzes zu schaffen.